# Richaud Pack
Richaud Jeron-Felix Pack (Bloomfield Hills, 17 ottobre 1992) è un cestista statunitense con cittadinanza sierraleonese.